# 韋爾特施泰因山
48°17′48″N 14°36′33″E / 48.296740°N 14.609287°E

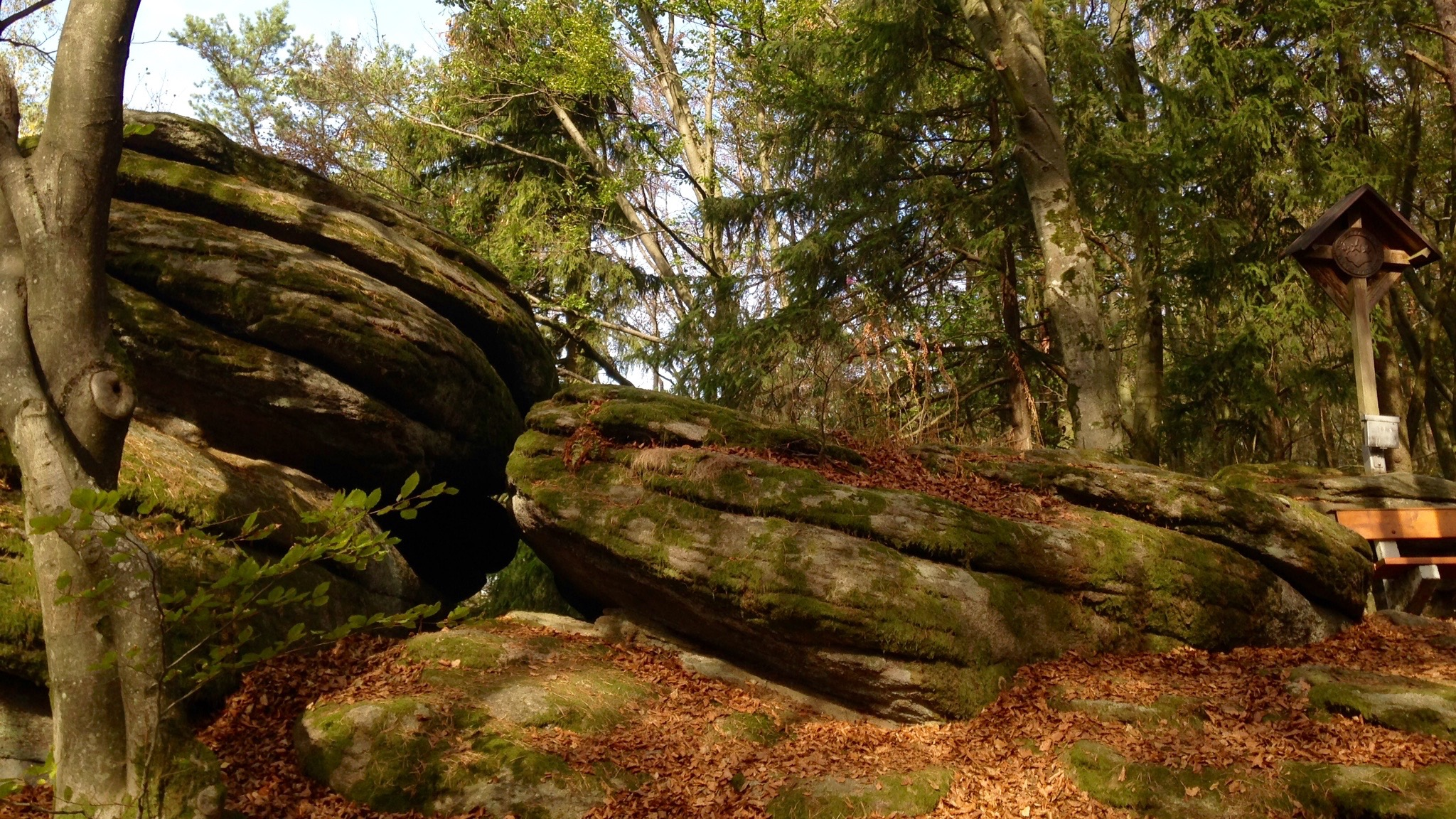

韋爾特施泰因山（德語：Weltstein），是奧地利的山峰，位於該國北部，由上奧地利州負責管轄，處於施韋特貝格，海拔高度478米，山體由花崗岩組成。